# 普斯陶梅尔盖什
普斯陶梅尔盖什，是匈牙利琼格拉德州所辖的一个村。总面积24.39平方公里，总人口1267，人口密度51.9人/平方公里（2011年1月1日）。